# Glenea fuscovitticollis
Glenea fuscovitticollis är en skalbaggsart som beskrevs av Stefan von Breuning 1965. Glenea fuscovitticollis ingår i släktet Glenea och familjen långhorningar.
Artens utbredningsområde är Laos. Inga underarter finns listade i Catalogue of Life.